# Hadena conspersa
Hadena conspersa är en fjärilsart som beskrevs av Ignaz Schiffermüller 1775. Hadena conspersa ingår i släktet Hadena och familjen nattflyn. Inga underarter finns listade i Catalogue of Life.